# Lista över rådmän vid Stockholms rådhusrätt
Detta är en lista över rådmän vid Stockholms rådhusrätt.

## 1500-talet
- 1567: Anders Olsson
- 1567: Lars Eriksson
- 1590–: Kasper Ihlenfelt
- 1593–: Lars Persson
- 1593–: Peder Larsson
- 1593–1615: Jakob Eriksson
- 1594–1599: Herman Andersson
- 1595–: Henrik Tönniesson
- 1596–: Gregers Jönsson
- 1599–: Mårten Persson
- 1599–: Bengt Larsson
- 1599–: Erik Olsson
- 1599–: Tomas Mickelsson
- 1599–: Hans Olsson
- 1599–: Anders Olsson Grönskalle
- 1599–1601: Henrik Jönsson

## 1600-talet
- 1600–: Mickel Hansson
- 1601–: Waste Eriksson
- 1602–: Ingevald Olofsson
- 1603–: Bertel Sigfridsson
- 1603–: Måns Nilsson
- 1604–: Matts Andersson
- 1604–: Torkel Birgersson
- 1607–1608: Olof Nilsson
- 1608–: Anders Andersson
- 1608–: Jöns Eriksson
- 1609–: Kristiern Larsson
- 1612–: Sven Hansson Svan
- 1612–: Lars Henriksson
- 1613–: Sigfrid Olofsson
- 1613–1616: Erik Ingemundsson
- 1615–: Knut Nilsson Kråka
- 1615–: Olof Eriksson
- 1616–1617: Olof Andersson
- 1616–: Olof Mårtensson
- 1617–: Valentin Nilsson
- 1617–: Måns Torstensson
- 1617–: Peter Grönberg
- 1617–: Klas Jakobsson
- 1617–1633: Jöns Henriksson
- 1619–: Erik Kempe
- 1619–1633: Johan Kristoffersson
- 1619–1629: Påfvel Henriksson
- 1620–1632: Erik Henriksson
- 1620–1648: Henrik Karckman
- 1622–: Mickel Abrahamsson
- 1622–1635: Jacob Grundell
- 1623–1629: Erik Mattsson
- 1623–: Anders Henriksson
- 1624–: Klas Allertz
- 1625–: Jakob Barckman
- 1625–1641: Knut Henriksson
- 1625–1643: Sven Kristophersson
- 1630–1652: Hans Hansson
- 1632–1663: Anders Boij
- 1632–1650: Johan Pedersson
- 1633–1645: Arvid Davidsson
- 1635–1648: Eggert Mattsson Aurelius
- 1635–1663: Wilhelm Leuhusen
- 1635–: Olof Larsson
- 1635–1647: Måns Månsson
- 1636–1668: Anders Jönsson Utterklo
- 1641–1647: Thomas Mylonius
- 1643–1668: Johan Eriksson Furubom
- 1643–1660: Carl Hansson
- 1643: Nils Nilsson
- 1646–1652: Erik Rosenholm
- 1646–1654: Henrik Ulfvenklou
- 1648: Nils Olofsson
- 1647: Nils Nilsson Emporagrius
- 1651–1664: Hans Olofsson Gevalius
- 1652–1669: Jöns Jönsson (Ellerhusen)
- 1653–1667: Hans Olofsson Törne
- 1654–: Anders Torstensson
- 1655–1678: Johan Larsson Laurinus
- 1657–1665: Per Hansson Aulaevillius
- 1661–1694: Sven Törner
- 1663–1669: Peter Bohm
- 1663–1667: Bengt Månsson
- 1664–1667: Olof Mårtensson
- 1665–1678: Lars Franck
- 1666–1677: Zakarias Wattrang
- 1667–1681: Nicodemus Tessin den äldre
- 1667–: Joachim Lillienhoff
- 1667–1694: Peter Olofsson Carling
- 1667–1680: Erik Skragge
- 1668–1674: Daniel Caméen
- 1669–1670: Henrik Andersson Stockenström
- 1669–1686: Gustaf Mattsson
- 1671–1678: Hans Kohlmeter
- 1671–1677: Johan Biugge
- 1672–1692: Mårten Bunge
- 1672–1677: Johan Pahl
- 1674–169: Anders Johansson
- 1675–1679: Jacob Clerck
- 1676–1696: Christoffer Tessmar
- 1676–1683: Joel Hörner
- 1676–1686: Johan Sparrin
- 1677–1683: Michael Törne
- 1677–1708: Johan Marker
- 1678–: Hans Ehrenpreus
- 1679–1682: Joseph Månsson
- 1679–1694: Christoffer Brunell
- 1680–1687: Erik Torsell
- 1680–1698: Erik Christophersson Boije
- 1682–1703: Mathias Bergman
- 1683–1707: Hans Roslin
- 1683–1712: Samuel Göthe
- 1686–1709: Mårten Nyman
- 1686–1728: Olof Thegner den yngre
- 1687–1697: Johan Hansson Merling
- 1683–1693: Abel Emporagrius
- 1692–1694: Olof Hansson Törnflycht
- 1693: Thomas Perman
- 1693–1720: Carl Feif
- 1694–1709: Arvid Noreen
- 1694–1705: Anders Strömborg
- 1694–1706: Erich Giöding
- 1694–1704: Anders Engman
- 1694–1706: Daniel Törner
- 1694–1699: Nils Hansson Törne
- 1696–1708: Axel Aulævill
- 1698–1712: Magnus Folcker
- 1698–1720: Adolph Norden
- 1699–1721: Jakob Bunge
- 1699–1700: Anders Törne

## 1700-talet
- 1700–1710: Johan Kellman (Kielman)
- 1703–1712: Christian Kihl
- 1704–1724: Hans Hansson Hiolman
- 1705–1726: Johan Salan
- 1706–1731: Johan Leijel
- 1706–1727: Casper Wulf
- 1707– Johan Wideman
- 1708–1739: Israel Jöransson
- 1709–1727: Petter Dahlström
- 1709–1710: Botvid Livijn
- 1710–1726: Bengt Henriksson Schening
- 1710–1726: Olof Siljeström
- 1712–1731: Peter Aulævill
- 1712: Johan Hadelin
- 1712–1725: Sven Larsson Wimnell
- 1716–1729: Joel von Brehmer
- 1720–1727: Wilhelm Helleday
- 1720–1737: Johan Wong
- 1721–1722: Johan Volckhammar
- 1722–1740: Hans Dassau
- 1725–1730: Elias Torpadius
- 1725–1748: Carl Schiaerping
- 1726–1745: Magnus Bröms
- 1727–1753: Hindrich Feif
- 1727–1731: Magnus Huss
- 1729–: Johan Roland
- 1727–1736: Michael Nilsson Grubb
- 1728–1732: Tobias Brehmer
- 1729–1739: Nils Poppelman
- 1731–1758: Erik Ström
- 1731–1754: Anders Giöding
- 1732–1748: Samuel Törner
- 1732–1740: Petter Franck
- 1736–1744: Olof Appelroth
- 1737–1747: Johan Bengtsson Schening
- 1737–1749: Roland Bure
- 1739–1752: Gustaf Billman
- 1737–1746: Samuel Ekerman
- 1737–1760: Anders Berg
- 1740–1746: Nils Hahl
- 1740–1755: Georg Soth
- 1742–1752: Petter Faggot
- 1742–1757: Gustaf Kierman
- 1744–1748: Johan Stenman
- 1745–1763: Anders Smedberg
- 1747–1761: Gustaf Johan Rath
- 1747–1758: Pehr Falck
- 1748–1774: Mathias Sweder
- 1748–1765: Hans Christophersson Liedberg
- 1748–1754: Petrus Tillaeus
- 1749–1762: David Kammecker
- 1749–1769: Henrik Möller
- 1753–1767: Henrik Helleday
- 1753–1766: Engelbert Gother
- 1753–1769: Julius Friedrich Ziervogel
- 1754–1761: Hans Lindeman
- 1755–1776: Carl Johan Ekeroth
- –1772: Anders Rothstein
- 1756–1760: Johan Israel Torpadius
- 1758–1775: Johan Ekerman
- 1758–1782: Johan Indebetou
- 1758–1777: Olof Forsberg
- 1758–1760: Salomon Porath
- 1759–1779: Johan Collin
- 1759–1774: Johan Amnelius
- 1761–1776: Johan Henrik Hochschild
- 1761–1782: Daniel Hackman
- 1762–1781: Harald Segerwall
- 1763–1795: Severin Ahlgren
- 1763–1776: Eric Brovall
- 1764–1774: Petter Meurman
- 1765–1779: Johan Hubert Georgii
- 1766–1768: Israel Persson Gadd
- 1767–1783: Johan Adolph Paqvalin
- 1767–1789: Carl Abraham Schrickell
- 1769–1819: Paul Printzsköld
- 1769–1795: Jacob Grevesmühl
- 1769–1776: Johan Wik
- 1773–1789: Anders Bengtsson Lijdberg
- 1774–1796: Samuel Conrad Flodin
- 1774–1797: Erik Ström Eriksson
- 1775–1792: Nils Risberg
- 1775–1783: Carl Fredrik Ekerman
- 1776–1795: Henrik Albrecht Brandenburg
- 1776–1783: Johan Wellander
- 1776–1816: Anders Reimers
- 1777–1797: Pehr Hammarlund
- 1777–1792: Lorentz Westman
- 1779–1801: Edvard Johan Sondell
- 1779–1789: Johan Dreijer
- 1781–1793: Anders Wallin
- 1782–1798: Carl Anton Beve
- 1782–1794: Abraham Dahlgren
- 1782–1812: Stephan Hägerblom
- 1783–1789: Gustaf von Sivers
- 1784–1801: Pehr Stenhammar
- 1788–1819: Johan Alegren
- 1788–1807: Erik Bredberg
- 1789–1819: Johan Michaelsson
- 1790–1801: Johan Daniel Richnau
- 1790–1796: Gabriel Timan
- 170+–1799: Carl Ernst Oldenburg
- 1792–1806: Johan Albrecht Schmidt
- 1792–1808: Per Eruc Hallquist
- 1793–1808: Adolph Fredrik Lychou
- 1795–1812: Carl Sasse
- 1795–1804: Carl Fredrik Schultz
- 1795–1829: Johan Henrik Hochschild den yngre
- 1796–1803: Carl Alexander Hanquist
- 1797–1802: Anders Norelius
- 1797–1813: Johan Peter Sandberg
- 1797–1826: Isak Reinhold Blom
- 1798–1808: Johan Eric Blom
- 1799–1811: Erik Schweder

## 1800-talet
- 1872–1878: Lorentz Erik Lindblad
- 1875–1887: Axel Reinhold Åberg
- 1877–1895: Carl Gustaf Dahl
- 1878–1890: Frans Krook
- 1882–1902: Walfrid Billing
- 1881–1903: Marcus Forsgrén
- 1883–1901: Frans Hjortzberg
- 1884–1900: Bror August Denis Hård af Segerstad
- 1884–1904: Per Axel Gabriel Petersson
- 1885–1897: Gustaf Leonard Brissman
- 1886–: Nils Gustaf Nyström
- 1887–: Herman Theodor Benckert
- 1890–1902: Axel Fredrik Leonard Mothander
- 1890–1907: Per Ernst Fredrik Alexander Löwenhielm
- 1890–1905: Alfred Edvard Johannes Johansson
- 1891–: Herman Billing
- 1895–: Johan Wretman
- 1897–1909: Erik Fredrik Maurice Hallberg
- 1898–1910: Frans Viktor Melcher Noréus

## 1900-talet
- 1900–: John Fredrk Hammarberg
- 1900–: Richard Öhnell
- 1901–: Anton Erik Dahlberg
- 1902–: Carl Theodor Klintberg
- 1902–: Anders Albin Frithiof Strahl
- 1903–: Hjalmar Abraham Martin
- 1903–: Ebbe Gustaf Flensburg
- 1904–: Carl Filip August Ahlberg
- 1904–: Arthur Hafström
- 1905–: Lars Herman Lundstedt
- 1906–: Bernt Cavallin
- 1906–: Johan Aron Friedholm
- 1907–: John Secher Carlberg
- 1908: Per Sundberg
- 1908–: Adolf Wilhelm Johansson
- 1908–: Karl Knut Kristian Sörensen
- 1909–1917: Lars Johan Petersson
- 1910–: Karl Emanuel Modigh
- 1910–: Carl Axel Rundqvist
- 1911–: Allan Cederborg
- 1913–: Karl Gustaf Harring
- 1913–: John Anshelm Nordlöf
- 1913–: Karl Martin Nauclér